# Isla Mujeres
För andra betydelser, se Isla Mujeres (olika betydelser).

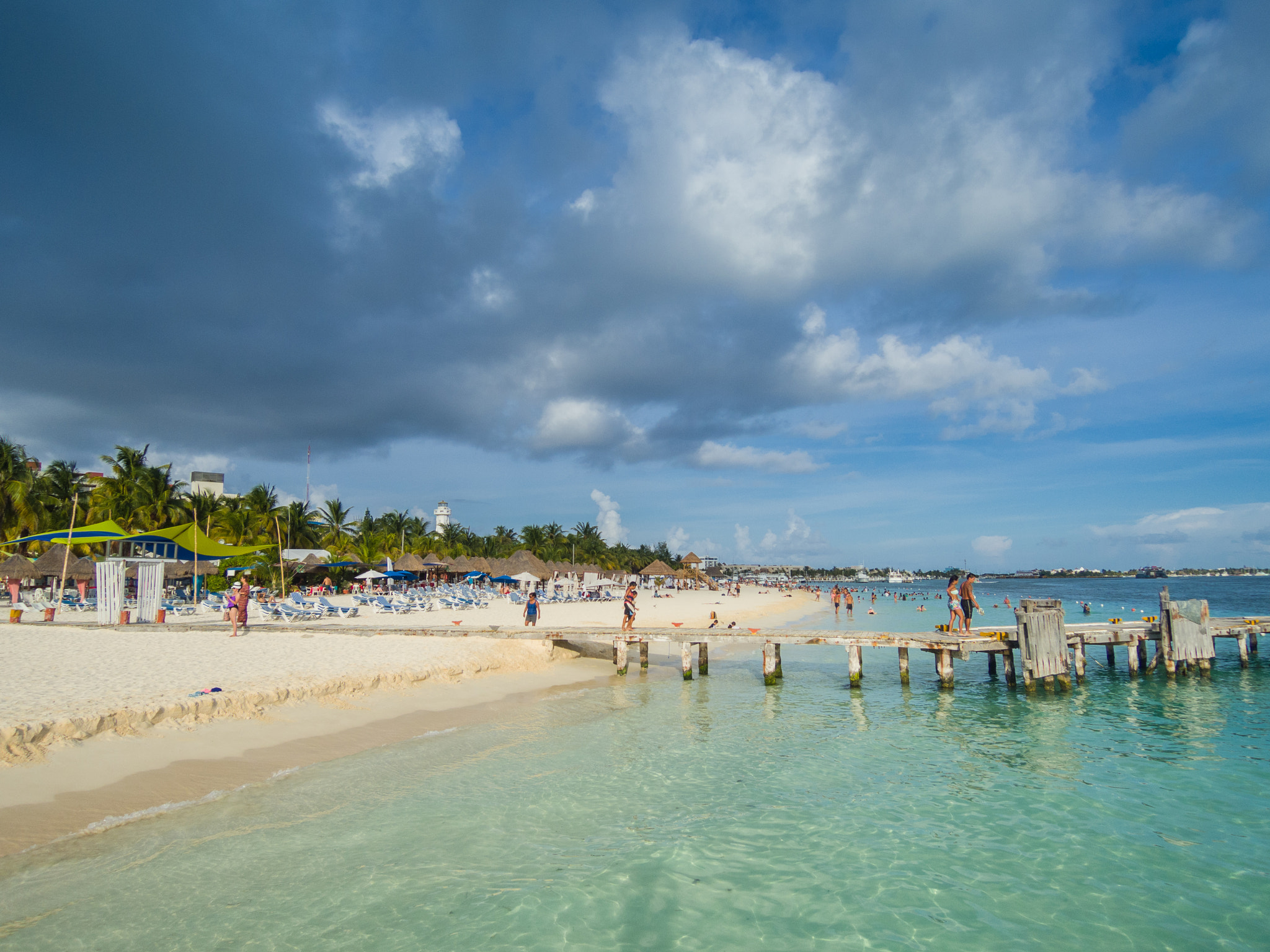
Strand på Isla Mujeres.

Isla Mujeres är en mexikansk ö som ligger utanför staden Cancún och tillhör delstaten Quintana Roo. Ön ligger mindre än en halvtimme med båt från Cancún och tillhör en kommun som även den heter Isla Mujeres. Den största delen av kommunen är dock belägen på fastlandet. Öns huvudort, även den med namnet Isla Mujeres, beräknades ha 12 508 invånare år 2009.

## Turism
Isla Mujeres är populär för såväl backpackers som vanliga familjer. En av de stora attraktionerna vid Isla Mujeres är snorkligen och dykningen, då ön ligger nära ett stort korallrev. Ett annat annorlunda dykäventyr är undervattenmuseet skapat av engelsmannen Jason Decaires. Isla Mujeres är också hem till en population av havssköldpaddor. På grund av utrotningen av havssköldpaddor i området har en anläggning konstruerats på sydsidan av ön, vilken är öppen för allmänheten.